# القبس في شرح موطأ مالك بن أنس
يُعد كتاب «القبس في شرح موطأ مالك بن أنس»، لصاحبه الشيخ القاضي «أبي بكر محمد بن عبد الله بن العربي المعافر» (المتوفى: 543هـ)، من أهم شروحات كتاب «موطأ الإمام مالك بن أنس»، والتي نالت اعتراف العلماء قديمهم وحديثهم، شرح ما ورد فيه من الأحاديث، وفسر غريبها مما جعلها أقرب متناولًا إلى الأفهام.

## أهمية الكتاب
ترجع أهمية هذا الكتاب إلى ما يلي:
ـ أهمية الأثر الأندلسي الذي يعد من عيون المؤلفات التي صنفها أعلام المالكية.
ـ اشتماله على الكثير من الأحكام التي استنبطها المؤلف.
ـ يحتوي على التعمق في البيان والشرح والتفصيل للمسائل.
ـ إمتاز بحسن الترتيب وبراعة التقسيم.
ـ غزارة الفوائد في الحديث واللغة والأصول والفقه.
ـ إبراز المسائل واتخاذ عنواين لها.
ـ قيمة المؤلف صاحب المؤلفات المشهورة، الذي يعد من ألمع رجال المذهب المالكي.

## منهج الكاتب في الكتاب

### المنهج الإجمالي[2]
لم يذكر ابن العربي في مقدمة القبس أي إشارة لمنهجه في هذا الكتاب، غير أنه يمكن استخلاص ملامح المنهج الإجمالي من خلال قراءة الكتاب، فهو قد سماه القبس ويبدو من التسمية أنه أراد به الاختصار، إلَّا أنه يلجأ للتفصيل إذا لزم الأمر، ومن ذلك شرحه لحديث: «كل عمل ابن آدم...» الحديث.
ومن منهجه -الذي يُعرف بالاستقراء- أنه يترجم للباب، ثم يذكر الأحاديث التي رواها مالك بن أنس فيه كلها، ثم يبدأ بشرح معنى الباب وما يمكن أن يحتاج إليه فيه، وقد يشرح بعض ألفاظ ترجمة الباب أو مصطلحاتها أو يقيد مطلقها.
ثم إذا انتهى من الكلام على الباب جملة، بدأ بشرح أحاديثه حديثًا حديثًا، ويجدر أن نذكر أن ابن العربي قد ألحق بشرحه لكتاب الموطأ قبل كتاب الجامع، كتابًا سماه: «كتاب التفسير» وهو ليس في نُسخ الموطأ الذي بين أيدينا، وقد قال في مقدمته: هذا كتاب أرسل فيه مالك كلامه إرسالاً، فلفظه أصحابه عنه ونقلوه كما سمعوه منه، ما خلا المخزومي فإنه جمع له فيه أوراقًا، وخلاصة القول مما يفهم من كلامه أنه تلقى هذا الكتاب نبذاً نبذاً عن شيوخه، وضم إلى هذا النبذ ما نقله عن مالك في كتبه، وقد رتبه على سور القرآن.

### المنهج التفصيلي[2]
في ثنايا كتاب القبس يبحر الباحث في علوم متنوعة تنبي عن علم ابن العربي وسعة مداركه، وتبدو فيه ملامح منهج اتبعه يمكن اختصاره في نقاط لبيان أهمية هذا الكتاب ومدى عطائه للعلوم الشرعية من خلال شرحه لموطأ مالك:
- مصادر المصنف في الكتاب.

ينبغي الإشارة إلى أن هذا الكتاب أملاه ابن العربي من لفظه غير معتمد فيه على كتاب كما أخبر تلميذه القاسم بن حبيش. ومع ذلك فقد استحضر ابن العربي جملة من المصادر التي كان يلتقط منها ما يحتاج إليه من معارف، وفي فهارس النسخ المطبوعة يُلاحظ كثرة اعتماده على كتبه التي صنفها حيث شغلت الإحالة عليها أكثر مسائل الكتاب ومنها: أحكام القرآن، مسائل الخلاف، المشكلين، ملجئة المتفقهين.
- الاهتمام باختلاف العلماء.

من أهم ملامح ابن العربي ذكره لاختلاف العلماء في المسائل، من ذلك حكياته اختلاف العلماء في معنى مواقفة تأمين الناس لتأمين الملائكة على خمسة أقوال...
وهو أحيانًا لا يكتفي بذكر الخلاف وإنما بذكر الراجح منها، ومثال ذلك ما جاء في كتاب الشفعة وقد ذكر مسألة غريبة وهي ثبوت الشفعة في المهور والمخالعة به، فإنه ذكر الخلاف فيها ثم رجّح قول مالك فيها.
وكذلك ذكر الخلاف في ثبوت الشفعة لأهل السهام من الورثة دون غيرهم كالعصبات مثلا، فقد أورد الخلاف فيها ثم رجح قول مالك، وأثنى على ما تفطن إليه فيها.
وعمومًا فإن أكثر ترجيحه لمذهب مالك وهو كثير الثناء عليه وعلى مذهبه وطريقته، كما في تعليقه إدخال مالك أحاديث النظر في الصلاة إلى ما يشغل عنها ضمن باب السهو، قائلًا: "لقد تنبه مالك في هذا الباب إلى فقه حسن لا يدركه إلا مثله، وهو أنه أدخل هذا الباب في أثناء مسائل السهو ليبين لك أن جبران السجود إنما شرع في الأفعال الظاهرة، وليس له في الأفعال الباطنة مدخل، وهذا يدل على أن مذهبه الإجزاء فيها، وليس فوقه ولا بعده ما يقتدى به مثله.
وهو يناقش المخالفين وينتقدهم نقدًا يتفاوت بين اللين والشدة، فمن اللين قوله معلقًا على مذهب الشافعي في سجود السهو: «والذي مال إليه الشافعي لا يشبه مرتبته في الأصول».. ومن الشدة قوله فيمن ظن أن مذهب مالك في الخيار راجع إلى أصله في عمل أهل المدينة: «وهذه غباوه وإنما غاص على قلناه...».
*الاهتمام بالمسائل الأصولية والقواعد الفقهية.
فابن العربي يميل إلى التأصيل عموماً، ويبدأ كثيرًا من تعليقه على الأبواب والكتب بهذه المسائل، فمن ذلك تأصيله لمراتب الطاعة في أول شرحه لأبواب صلاة العيد بقوله: "ترتب الطاعة المأمور بها في الشريعة بمراتب خمس، ركب العلماء عليها وذكرها بأسمائها الأربعة ألفاظ، الأول: فرض وهو ما ذُم تاركه، ثم رأينا في الشريعة طاعات ندب الله إليها ووعد بالثواب عليها لكن لم يذم تاركها فاختار العلماء لهذه المرتبة اسم: الندب، ثم رأينا ما كان في هذه المرتبة قد انقسمت حال رسول الله ﷺ فيه إلى قسمين، منه ما شرع له الجماعة ونُصب له هيئة فسميناه: سنة، ومنها ما كان يُندب إليه ولا يُشرع فيه الجماعة والهيئة فسميناه: رغبة، كقيام رمضان وركعتي الفجر، وروى عن أشهب أنه قال: ركعتي الفجر سنة، ولعله أخذه من حديث عائشة: "ما كان رسول الله على شيء من النوافل أشد تعهدًا منه على ركعتي الفجر«، ولسنا نحجر عليه الاسمية، ولكننا نقول إنها ليست كصلاة العيد، فإذا انفصلت عنها بصفتها فلتفصل عنها باسمها بقصد البيان، ثم سمينا ما كان فيه دعاء مجرد وووعد بثواب مطلق: فضيلة، مأخوذ من الفضل وهي الزيادة، ثم سمى ما عدا الفرض: نفلاً، لأن النفل أيضًا هو الزيادة».
وكما اهتم ابن العربي بالمسائل الأصولية فقد اهتم بالقواعد الفقهية التي ينبني عليها الباب، فبعد ذكره للأحكام البيوع الممنوعة قال:«وإذا انتهينا إلى هذا المقام فلا بد من تأسيس قواعد عشر ينبني عليها معنى الكتاب»، ويرجع إليها الناظر في أثناء الكتاب ثم ذكرها مطولة.
- اهتمامه بعلوم العربية.

ولا شك أنها عُدَّة للعالم الفقيه، ولذلك كثر عند ابن العربي شرح معاني الألفاظ في الحديث النبوي، فإلى جانب شرحه للألفاظ التي يتناثر في شرحه نجده يتعرض إلى بعض القواعد اللغوية والبيانية التي تعين على فهم بعض الأحاديث مثل: قضية التوسع كما شرحه لحديث: «السلام عليكم دار قوم مؤمنين» إذ يقول: (وقوله: «دار قوم» كنى بالدار عن العَمَرة له، وذلك كثير في فصاحة العرب، تعبر المنزل عن أهله).
وكذلك اهتمامه بالتوجيه اللغوي بناء على ضبط اللفظ كما شرحه لبلاغة مالك: «الحمد لله الذي خلق كل شيء كما ينبغي، الذي لا يعجل شيء أناه وقدره...»
فهو يوجه المعنى حسب ضبط الفعل «يعجل» فيقول: (فإن قرأت «يعجل» -ببناء ما لم يسم فاعله، والجيم مفتوحة- كان سلبًا للخلق عن التصرف بغير حكم الخالق، وإن قرأته بضم الياء وخفض الجيم مشددة، كان إخبارًا عن أن البارئ إنما تُخلق أفعاله على مقدار علمه وقضائه، وإن فتح الياء من «يعجل» ورفعت «شيئاً» كان نسبه للعجلة إلى ذلك الشيء، ويكون المعنى: إنّ شيئاً لا يَقدِر على أن يتعجل بنفسه على شيء يخرج به عن قضاء ربه.
- الاهتمام بالحكم على الحديث.

والحكم على الأحاديث مهم للفقيه حتى لا يعتمد على حديث ضعيف، كذلك يكون بصيرًا باحتجاج المخالفين بالأحاديث.
ولذلك لجأ ابن العربي بالحكم على بعض الأحاديث إذا لزم الأمر كتعليقه على حديث تميم الداري عند الترمذي وغيره، في سبب نزول قوله تعالى: «يا أيها الذين آمنوا شهادة بينكم...» الآية. وقد احتج به في شهادة الكفار بالوصية في السفر، بقوله: «هذا حديث ضعيف فلا يُلتفت إليه، وقد أوعزنا إليكم مرارًا أن أضر شيء بالعالم أو المتعلم الاشتغال بالحديث الضعيف، وهذا حديث ليس له أصل في الصحة فلا يجوز أن يُضاف إلى القرآن الذي هو صحيح كل صحيح وإنما يبين القرآن ويضاف إليه الحديث الصحيح».

## فصول الكتاب
| *كتاب الجمعة   | *كتاب الجنائز         |
| *كتاب الزكاة   | *كتاب الصيام          |
| *كتاب الاعتكاف | *كتاب الحج            |
| *كتاب الجهاد   | *كتاب الذبائح         |
| *كتاب الضحايا  | *كتاب الأيمان والنذور |
| *كتاب الأيمان  | *كتاب النكاح          |
| *كتاب الطلاق   | *كتاب الرضاع          |
| *كتاب البيوع   | *كتاب الشفعة          |
| *كتاب المساقاة | *كتاب القراض          |
| *كتاب الأقضية  | *كتاب الرهون          |
| *كتاب الهبة    | *كتاب العتق           |
| *كتاب المكاتبة | *كتاب السرقة          |
| *كتاب الفرائض  | *كتاب التفسير         |
| كتاب الجامع    |                       |

## نبذة عن الكاتب
محمد بن عبد الله بن محمد المعافري، المشهور بالقاضي أبو بكر بن العربي الإشبيلي المالكي الحافظ عالم أهل الأندلس ومسندهم، وهو غير محي الدين بن عربي الصوفي- من حفاظ الحديث.
ولد في إشبيلية سنة 468 هـ، تأدّب ببلده وقرأ القراءات وسمع به من أبي عبد الله بن منظور وأبي محمد بن خزرج، ثم انتقل ورحل مع أبيه سنة 485 هـ ودخل الشام فسمع من الفقيه نصر المقدسي وأبي الفضل بن الفرات وببغداد من أبي طلحة النعالي وطراد وبمصر من الخلعي وتفقه على الغزالي وأبي بكر الشاشي والطرطوشي.
له شهرة في علمه فقد أخذ جملة من الفنون حتى أتقن الفقه والأصول وقيد الحديث واتسع في الرواية وأتقن مسائل الخلاف والكلام وتبحّر في التفسير وبرع في الأدب والشعر. صنف كتباً في الحديث والفقه والأصول والتفسير والأدب والتاريخ. وولي قضاء إشبيلية، ومات في فاس في ربيع الآخر سنة 543 هـ، ودفن بها. قال عنه ابن بشكوال: هو الإمام الحافظ، ختام علماء الأندلس.